# Goście Wieczerzy Pańskiej
Goście Wieczerzy Pańskiej (szw. Nattvardsgästerna) – szwedzki film fabularny z 1963 roku. Druga część "trylogii pionowej" Ingmara Bergmana.

## Obsada
- Gunnar Björnstrand – Tomas Ericsson pastor
- Ingrid Thulin – Märta Lundberg
- Gunnel Lindblom – Karin Persson
- Max von Sydow – Jonas Persson
- Allan Edwall – Algot Frövik
- Kolbjörn Knudsen – Knut Aronsson
- Olof Thunberg – Fredrik Blom
- Eddie Axberg – Johan Strand uczeń

## Opis fabuły
Druga część "trylogii", zrealizowana w równie ascetycznej formie co Jak w zwierciadle, kontynuuje rozważania reżysera nad naturą relacji pomiędzy człowiekiem a Bogiem poruszone w "Siódmej pieczęci". Kryzys wiary głównego bohatera ma miejsce w szybko laicyzującym się kraju (sceny w pustym kościele w części finałowej), w którym budowanie dobrobytu spycha potrzeby duchowe na plan dalszy, a Bóg i wiara zdają się już być zbędne. Człowiek żyje tu w duchowej pustce, trudnej do zapełniania czymkolwiek. 
Akcja filmu zamyka się w jednym dniu, zaś dominującymi scenografiami są dwa wiejskie kościoły oraz szkolna sala. Głównymi postaciami dramatu, podmiotami duchowych rozterek są pastor Ericsson, rybak Persson i samotna nauczycielka Märta, kochanka pastora. Film porusza zagadnienia utraty wiary tak w Boga, jak i sens świata pełnego przemocy, oraz miłości tak do Boga, jak i do bliźniego. Bohaterowie ciężko doświadczani "milczeniem Boga" podejmują w efekcie skrajnie różniące się decyzje. Goście Wieczerzy Pańskiej jest filmem przełomowym, który dzięki narracji bogato korzystającej ze zbliżeń oraz ujęć ludzkich twarzy stał się jednym z wyznaczników stylu Ingmara Bergmana.